# Ivan Païsséine
Ivan Païsséine, mentionné entre 1617 et 1642, mort en 1648, est un peintre russe d'icônes. 

## Biographie
Iconographe du tsar, Ivan Païsséine réalise aussi des icônes pour l'église du Prophète Élie de Iaroslavl (1651) et pour l'église Saint-Théodore de Kostroma (1620). Il participe à la peinture murale de la cathédrale de la Dormition de Moscou en 1642-1643. En 1648, sa fonction auprès du tsar est reprise par le peintre Stéphane Rezanets. 